# Belize ai Giochi della XXIX Olimpiade
Il Belize ha partecipato alle Giochi della XXIX Olimpiade di Pechino, svoltisi dall'8 al 24 agosto 2008, con una delegazione di 4 atleti.

## Atletica leggera
| Gara           | Atleta            | Batterie | Batterie | Quarti | Quarti | Semifinali | Semifinali | Finale | Finale |
| Gara           | Atleta            | Tempo    | Pos.     | Tempo  | Pos.   | Tempo      | Pos.       | Tempo  | Pos.   |
| -------------- | ----------------- | -------- | -------- | ------ | ------ | ---------- | ---------- | ------ | ------ |
| 200 m          | Jayson Jones      | 21"54    | 6        |        |        |            |            |        |        |
| 400 m ostacoli | Jonathan Williams |          |          | 49"61  | 4      | 49"64      | 6          |        |        |

| Gara           | Atleta        | Qualificazioni | Qualificazioni | Finale | Finale |
| Gara           | Atleta        | Misura         | Pos.           | Misura | Pos.   |
| -------------- | ------------- | -------------- | -------------- | ------ | ------ |
| Salto in lungo | Tricia Flores | 5,25 m         | 38             |        |        |

## Taekwondo
| Gara  | Atleta           | Tabellone principale            | Tabellone principale | Tabellone principale | Tabellone principale | Ripescaggi | Ripescaggi |
| Gara  | Atleta           | Ottavi                          | Quarti               | Semifinali           | Finale               | Semifinali | Finale     |
| ----- | ---------------- | ------------------------------- | -------------------- | -------------------- | -------------------- | ---------- | ---------- |
| 58 kg | Alfonso Martínez | Juan Antonio Ramos (Spagna) 1-2 |                      |                      |                      |            |            |